# Angewandte Meteorologie
Der Ausdruck angewandte Meteorologie ist eine Sammelbezeichnung für die spezialisierten Anwendungsbereiche der Meteorologie. Dazu zählen unter anderem:
- Wettervorhersage – Kurzfristige Prognose der Wetterentwicklung.
- Technische Meteorologie – Auswirkung meteorologischer Zusammenhänge auf technische Bereiche.
- Agrar- und Biometeorologie – Einflüsse des Wetters auf Lebewesen bzw. die Biosphäre im weitesten Sinne.
- Verkehrsmeteorologie – Beratung und Sicherung in Bezug auf die Bedeutung meteorologischer Gegebenheiten auf Straßenverkehr, Schifffahrt und insbesondere Luftfahrt.
- Hydrometeorologie – Erforschung des Wasserkreislaufs in der Atmosphäre als gemeinsame Disziplin mit der Hydrologie.